# Novo Airão
Novo Airão é um município brasileiro localizado na Região Metropolitana de Manaus, no estado do Amazonas.  
O município destaca-se por abrigar o Parque Nacional de Anavilhanas, uma unidade de conservação brasileira de proteção integral da natureza localizada no estado, com território distribuído também pelos municípios de Manaus e Iranduba. 
Ocupa uma área de 37 771 246 km² e sua população, contada pelo Instituto Brasileiro de Geografia e Estatística (IBGE) em 2021, era de 20 395 habitantes, sendo assim o quadragésimo quarto município mais populoso do estado do Amazonas e o menos populoso de sua microrregião. Sua área representa 2.4047 % da área do estado do Amazonas, 0.9802 % da Região Norte e 0.4446 % de todo o território brasileiro.
A história de Novo Airão está fortemente ligada a Velho Airão, uma cidade fantasma da qual parte de seus colonizadores são originários. É conhecida por suas praias fluviais de areias brancas e pela fabricação de barcos. Destaca-se pela beleza da cidade e riqueza natural. Debruçado à margem do rio Negro, um dos mais ricos e importantes ecossistemas da Amazônia.

## Geografia
Novo Airão está localizado à margem direita do Rio Negro, a uma distância de Manaus de 115 km em linha reta e 143 por via fluvial. Limita-se com os municípios de Presidente Figueiredo, Manaus, Iranduba, Manacapuru, Caapiranga, Codajás, Barcelos e com o estado de Roraima.

### Anavilhanas
Dentro do município de Novo Airão se encontra o Parque Nacional de Anavilhanas, área federal de proteção integral que engloba um dos maiores arquipélagos fluviais do mundo, com mais de 400 ilhas, centenas de lagos, rios afluentes e igarapés - todos ricos em espécies de vegetais e animais. O local é o paraíso dos biólogos e ecólogos para o desenvolvimento de projetos de pesquisas, e dos ecoturistas, interessados em suas belas paisagens cênicas e atrativos selvagens. A água é o recurso natural mais importante da Amazônia e a força que ela tem é tanta - principalmente em Anavilhanas - que o local merece ser visitado tanto na cheia, de fevereiro/março a julho/agosto, quanto na seca, de agosto/setembro a janeiro/fevereiro. Na época da cheia, pouco mais da metade das ilhas ficam submersas, e a visualização de aves como papagaios e araras, torna-se mais frequente. Ainda na cheia, as "trilhas aquáticas" percorridas de canoa por entre a floresta inundada, área conhecida como "igapó", são uma atração especial. Literalmente, navega-se por entre as copas das árvores. Neste período os animais se concentram em terra firme, nas regiões mais altas. Já no mês de agosto, o panorama começa a mudar, o rio a secar rapidamente e a presença de animais aquáticos de grande porte, como botos, jacarés e ariranhas é notada com mais frequencia. A partir de setembro, praias e bancos de areia branca começam a surgir em determinadas partes do rio. Algumas cachoeiras nos rios e igarapés afluentes também aparecem. Entre a seca e a cheia, passando pela enchente e depois a vazante, até completar o ciclo, o nível da água apresenta uma diferença de 12 metros, em média. Existem duas maneiras para conhecer as maravilhas da região: de avião, sobrevoando as ilhas e rios e vendo de cima as belezas naturais, ou então via barco, pelas águas do Rio Negro, tendo um contato mais próximo com os animais e a população local.

## Subdivisões

### Bairros
- Centro
- Remanso
- Conjunto Anavilhanas
- Nossa Senhora Auxiliadora
- Jardim Wilton
- Novo Horizonte
- Bairro do Chicó
- Nova Esperança
- Santo Elias
- Eduardo Braga
- Murici
- Quilombolas de Airão
- Comunidade Igarapé Açú
- Comunidade Marajá
- Comunidade Santo Antônio
- Comunidade Tiririca
- Comunidade do Sobrado
- Comunidade do Madadá
- Comunidade de Santo Elias
- Comunidade do Airão Velho
- Comunidade do Caioézinho
- Comunidade do Bacaba
- Comunidade do Tambor
- Comunidade do Unini
- Comunidade do Igarapé Preto
- Comunidade do Cantagalo

## Economia

### Turismo

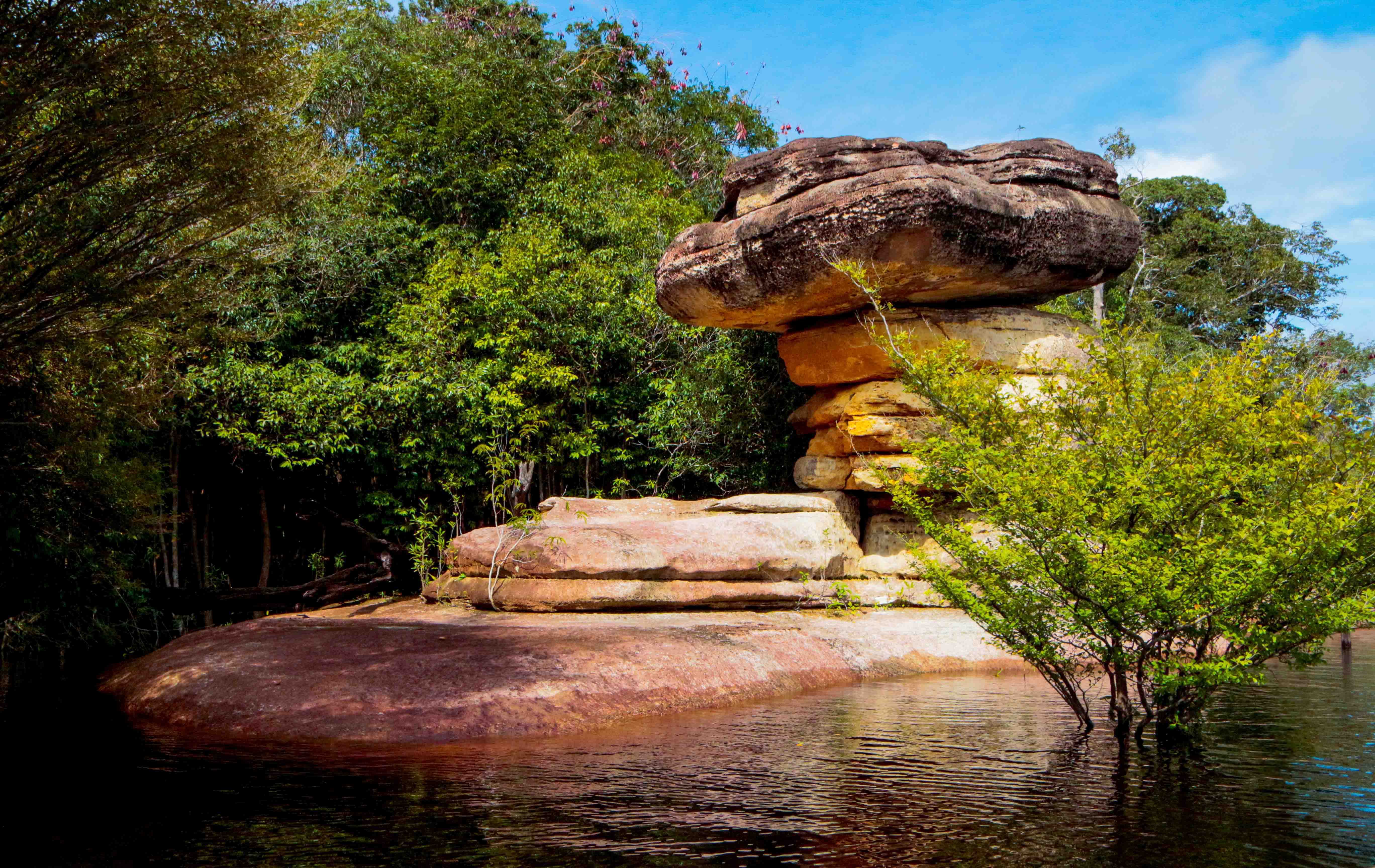
Pedra do Sanduíche

O município tem muitas atrações turísticas e a principal é o contato com os botos-cor-de-rosa diretamente na praia da cidade. É um dos poucos municípios do mundo a possuir dois Parques Nacionais: o do arquipélago de Anavilhanas, um dos maiores arquipélagos fluviais do mundo e o Parque do Jaú, a maior área de conservação dentro de um único país no mundo, além do Parque Estadual do Rio Negro - Setor Norte e do território Indigena Waymiri Atroaris. Possui também um serpentário e muitas outras atrações naturais, tais como as grutas de Madadá, igarapé do mato grosso e orquidários naturais. A antiga sede do município é outro atrativo, Airão Velho, uma cidade fantasma encravada na selva e rodeada de outros vestígios humanos ainda mais antigos. Ainda como atração na sede do município, destaca-se a produção de artesanato em madeira e fibras naturais, muito criativa e bem-acabada, em especial a produzida pela Fundação Almerinda Malaquias que ensina a população local.
Via de acesso
Para chegar ao município deve-se atravessar a Ponte Rio Negro, vindo de Manaus, seguir pela Rodovia Manoel Urbano (AM-070) até o km 85, depois virar à direita para tomar a AM-352 e seguir até Novo Airão. As populações mais tradicionais ainda utilizam o recreio, barco regional amazônico utilizado para transporte coletivo. Mas algumas pessoas já descobriram o caminho pelo rio Negro e muitos iates frequentam a cidade numa viagem que pode levar entre 6 e 8 horas. As lanchas levam entre 1.50h a 2.30h desde Manaus.

### Comércio
O comércio da cidade formado por pequenos negócios. Possui três farmácias, uma agência bancária, alguns pequenos mercados e alguns ainda menores chamados de tabernas, pequenos comércios que vende diversos produtos. Há ainda quatro lanchonetes, oito restaurantes que variam de self service a cozinha internacional, 14 pousadas de diversas categorias, incluindo superior, um hotel de selva de alto nível e um hotel de selva de nível médio.

#### Artesanato
O artesanato de Novo Airão é considerado de ótima qualidade. Os artesãos produzem suas peças (tapetes, cestos, peneiras e luminárias, entre outros) em fibras vegetais como a arumã, cipó, ambé, tucumã, piaçava e cipó titica. Os objetos podem ser encontrados na sede da associação ou em lojas espalhadas pelo município. Objetos esculpidos em madeira, como pequenos animais e chaveiros, também são destaques no comércio local.
Há três centros de artesanatos, um especializado em madeira e papel reciclado (Fundação Almerinda Malaquias), um especializado em palha e uma loja de material indígena. Todos receberam prêmios nacionais e internacionais pela qualidade de seus materiais e pela gestão de suas instituições.

#### Balneários
A 23KM de Novo Airão o Famoso banho do Mato Grosso,É considerado o balneário principal da cidade
diversos turistas se encantam com a beleza do lago e das florestas,um cenário inesquecivel.

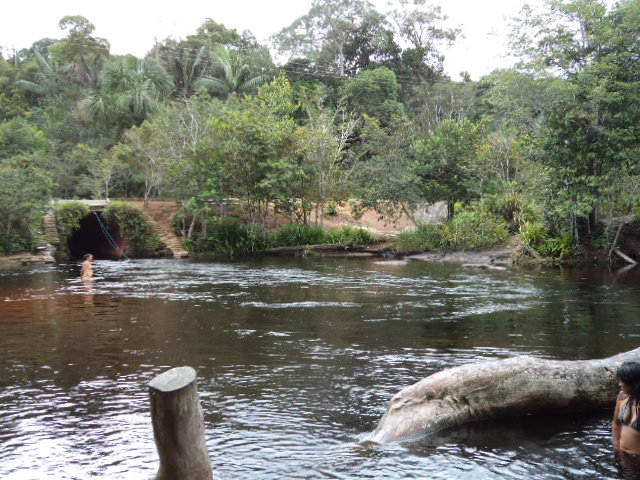
Balneario na estrada de novo airão.

## Cultura e sociedade

### Festas populares
- Festa de São Sebastião (19 e 20 de janeiro)
- Festa do Padroeiro Santo Ângelo (5 de maio)
- Festival folclórico (julho)
- Eco-Festival do peixe-boi (27 de outubro)

### Imagens

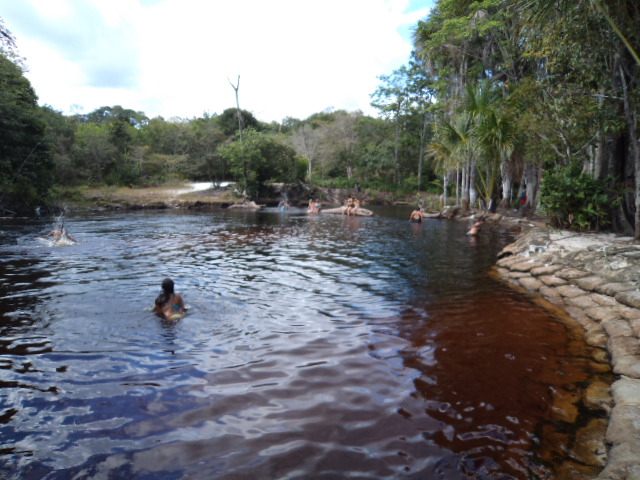
Balneário do Mato grosso.
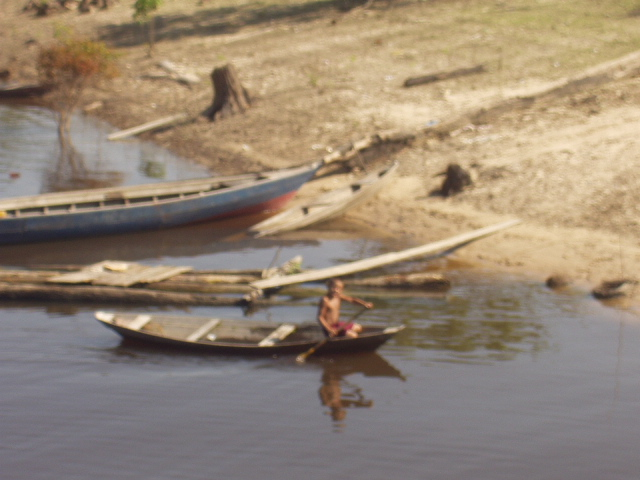
Ribeirinho em Novo Airão.
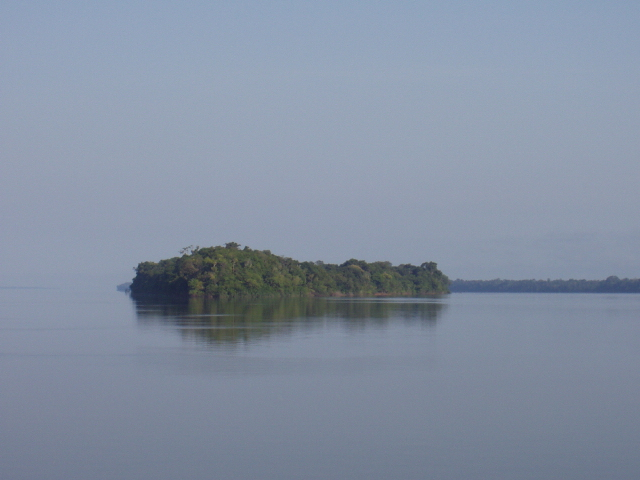
Arquipélago das Anavilhanas.
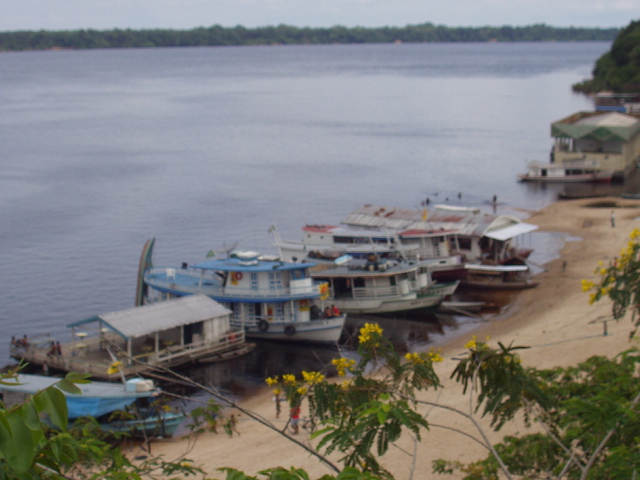
Barcos na cidade.